# Ko Ki-gu
Ko Ki-gu (kor. 고기구; * 30. Juli 1980) ist ein ehemaliger südkoreanischer Fußballspieler.

## Karriere

### Verein
Ko Ki-gu erlernte das Fußballspielen in der Universitätsmannschaft der Universität Soongsil in Südkorea. Seinen ersten Vertrag unterschrieb er 2003 bei Daejeon Hydro & Nuclear Power FC. Bis 2012 spielte er für die südkoreanischen Vereine Bucheon SK, Pohang Steelers, Chunnam Dragons und Daejeon Citizen. 2013 wechselte er nach China. Hier unterschrieb er einen Vertrag beim Zweitligisten YB Baekdu Tigers in Yanji. Für den Verein absolvierte er 27 Zweitligaspiele. 2014 ging er nach Thailand. Hier wurde er vom TOT SC unter Vertrag genommen. Mit dem Bangkoker Verein spielte er in der höchsten Liga des Landes, der Thai Premier League. Für TOT stand er 22-mal auf dem Spielfeld. Ende 2014 beendete er seine Karriere als aktiver Fußballspieler.

### Nationalmannschaft
Ko Ki-gu spielte 2008 viermal in der südkoreanischen Nationalmannschaft. Mit dem Team gewann er 2008 die Ostasienmeisterschaft.

## Erfolge
Nationalmannschaft Südkorea
- Fußball-Ostasienmeisterschaft: 2008